# Kazimierz Gallas
Kazimierz Ludwik Gallas (ur. 3 marca 1885 w Siedliszowicach, zm. 25 października 1947 w Łodzi) – polski działacz polityczny, poseł na Sejm Ustawodawczy (1947–1952).

## Życiorys
Był synem Józefa i Ludwiki z domu Nogawieckiej, bratem Leona (1889–1946).
Po ukończeniu gimnazjum w Tarnowie studiował na Wydziale Prawa Uniwersytetu Jagiellońskiego. Po przerwaniu edukacji podjął pracę w Kasie Chorych w Podgórzu, a później w Boguminie. Od 1920 był zatrudniony w Ministerstwie Pracy i Opieki Społecznej (miał m.in. za zadanie przekształcenie regionalnej Kasy Chorych w Łodzi). W latach 30. angażował się w działalność polityczną, m.in. jako członek założyciel (7 lutego 1938) Łódzkiego Klubu Demokratycznego oraz późniejszy przewodniczący struktur Stronnictwa Demokratycznego (SD) w mieście.
Był również związany z Towarzystwem Uniwersytetów Robotniczych, Robotniczym Towarzystwem Przyjaciół Dzieci, był prezesem Grupy „Łódź”, w oddziale łódzkim „Legionu Śląskiego”. W latach 30. XX w. był urzędnikiem Zarządu m. Łodzi. Mieszkał przy ul. Podmiejskiej 16.
Podczas okupacji niemieckiej 1939–1945 pozostał w Łodzi kierując konspiracyjnymi strukturami SD. Po zakończeniu wojny znalazł się w najwyższych władzach SD na poziomie krajowym (m.in. jako członek Rady Naczelnej i CK oraz prezes okręgu łódzkiego SD). Około lutego 1945 mianowany został wiceprezydentem Łodzi, którą to funkcję pełnił do śmierci. W tym samym roku wszedł w skład Krajowej Rady Narodowej, gdzie pełnił obowiązki wiceprzewodniczącego Komisji: Administracji i Budżetu oraz Rolnictwa. W 1947 uzyskał mandat posła na Sejm Ustawodawczy z okręgu Pabianice, pracował w Komisji Zdrowia.
Był ojcem Heleny Gallasówny – bakteriologa, absolwentki Wolnej Wszechnicy Polskiej, działaczki Związku Harcerstwa Polskiego i Łódzkiego Klubu Demokratycznego, pracowniczki Szpitala Ubezpieczalni Społecznej im. św. Józefa w Łodzi, w czasie II wojny światowej łączniczki ZWZ–AK, zamordowanej w 1943 w Auschwitz-Birkenau.
Zmarł w 1947, został pochowany w części rzymskokatolickiej Starego Cmentarza w Łodzi.

## Ordery i odznaczenia
- Srebrny Krzyż Zasługi (30 kwietnia 1937)[7]